# Pere Torroella
Pere Torroella (La Bisbal del Ampurdán, provincia de Gerona, c. 1420-el Ampurdán, c. 1492) fue un poeta y militar español al servicio de Juan II de Aragón y Carlos IV de Navarra. Es autor de poesías y prosas breves tanto en catalán como en castellano.

## Biografía
Ingresó en la corte de Juan de Navarra (luego Juan II de Aragón) en 1436, a quien sirvió como escudero y copero tanto en las escaramuzas de Castilla como en la corte de Navarra, donde fue sirviente de Carlos de Aragón, Príncipe de Viana e hijo del rey Juan.

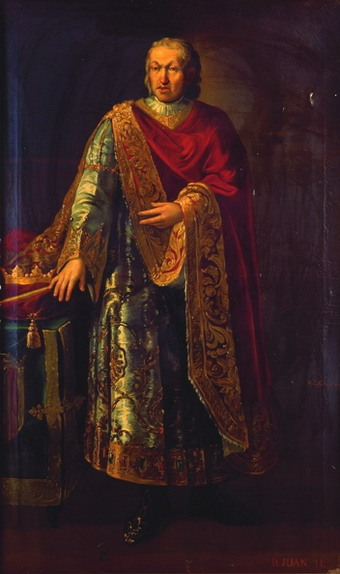
Juan II de Aragón, a quien Pere Torroella sirvió.

A finales de 1450 se trasladó a Nápoles junto a don Juan de Aragón, hijo bastardo de Juan de Navarra. Permaneció allí hasta la muerte del rey Alfonso el Magnánimo en 1458. Durante esos años entabló amistad con humanistas como Giovanni Pontano, y ejerció de mayordomo del príncipe bastardo.
En 1458, tras la muerte del rey Alfonso y el ascenso al trono de su hermano Juan, Pere Torroella se trasladó a Zaragoza y Barcelona como emisario de Carlos de Viana, a quien sirvió hasta su muerte, en 1461. Un año después, en 1462, estalló la guerra civil catalana (que enfrentó a la nobleza barcelonesa (la Biga) contra la monarquía aragonesa), y Torroella luchó en los primeros años junto a los rebeldes. En 1464 se pasó al bando real, al que permaneció fiel hasta el final de la guerra, en 1472.
Desde 1472 hasta su muerte (acaecida seguramente en 1492), Pere Torroella ejerció de consejero de Juan II en Barcelona, pero tras la muerte del rey en 1479 se retiró a sus dominios en el Ampurdán, donde murió en compañía de su mujer Violant de Llebià y de su hijo Diomedes. Se vino a decir  que había muerto a manos de las damas, como venganza del mal que había dicho de ellas.

## Obra literaria

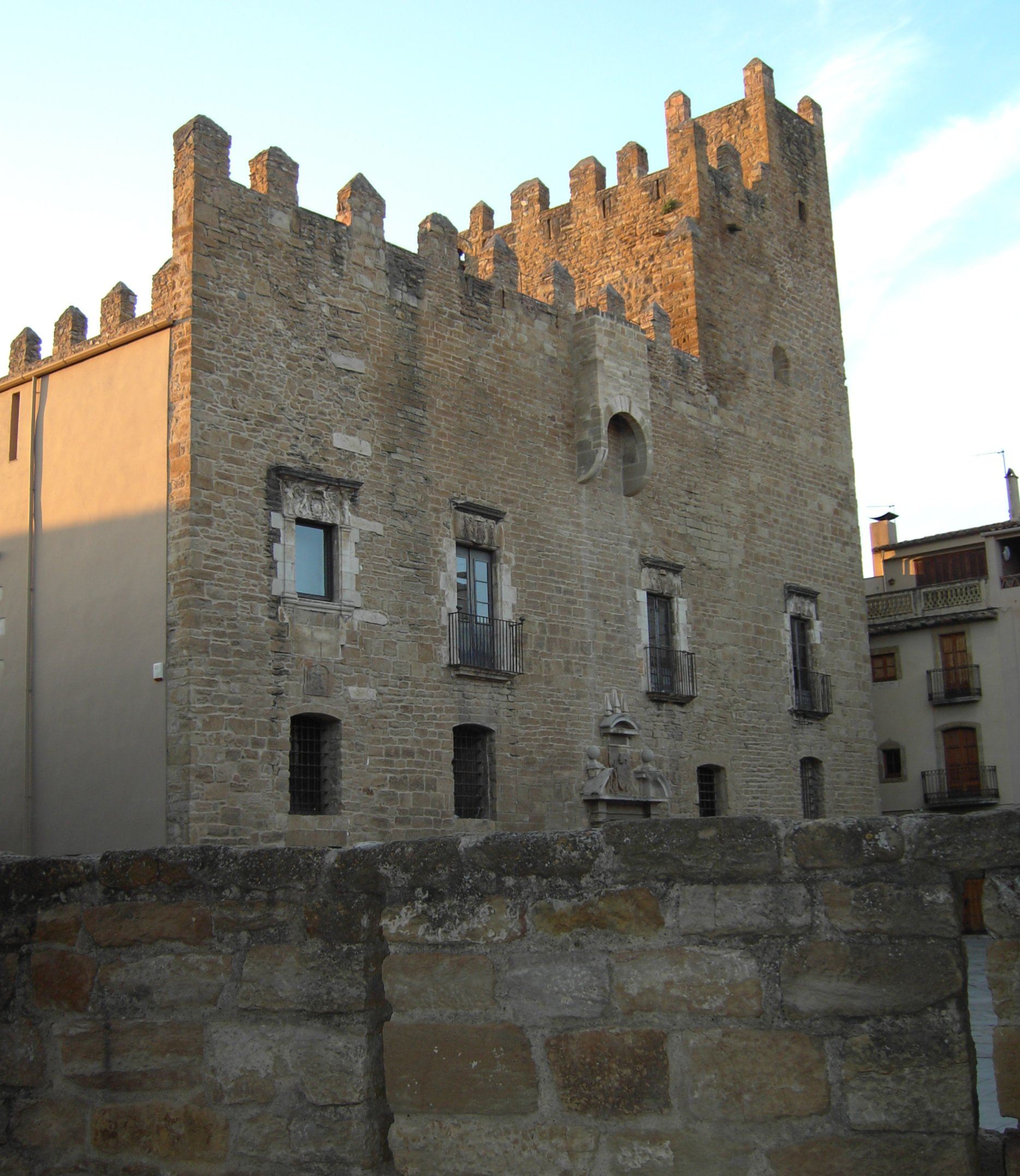
Castillo de la Bisbal d'Empordà.

Pere Torroella es autor de obra en catalán y en castellano, lengua en la que escribió sus mejores poesías. En la primera lengua compuso lais, canciones al estilo de Ausiàs March, un soneto (el primero documentado en lengua catalana) y un ambicioso poema colectivo que empieza con el verso Tant mon voler. En castellano, es autor de decires amorosos, canciones y esparzas. También mantuvo un intenso intercambio epistolar con influyentes personalidades de las cortes aragonesas, como Francesc Ferrer, Hugo de Urriés, Bernat Hug de Rocabertí y Pedro de Urrea. Compuso, finalmente, varias composiciones en prosa de alto interés histórico y literario, como la Complanta por la muerte de Inés de Clèves (1448), la Consolatoria por la muerte de mosén Martín de Ansa (1451) y el Razonamiento en defensión de las donas, donde el autor se excusa por haber compuesto las famosas coplas de Maldezir de mugeres, que habían introducido en la lengua castellana el tema de la misoginia, la cual tenía ya larga tradición en catalán.
Torroella fue una figura central en las cortes aragonesas de la época, y su obra literaria alcanzó gran difusión y estima entre los hombres de su siglo, como muestran sus epistolarios y los autores que decidieron imitar sus versos. Fue, por otro lado, un poeta sensible a las novedades líricas del momento. Asimiló los aspectos más superficiales de la poesía de Ausiàs March, conoció y admiró los versos de Petrarca, leyó con fruición la lírica francesa (especialmente a Otón de Grandson y Guillaume de Machaut), e imitó con destreza las poesía musical de Jordi de Sant Jordi y Martí García. No siempre su gran cultura se vio reflejada en la calidad de sus obras, que presentan, sin embargo, un indudable interés para la Historia de la Literatura.